# Josef Sara
Josef Sara (Bécs, 1954. március 9. –) válogatott osztrák labdarúgó, hátvéd, edző. Testvére Robert Sara (1946–) válogatott labdarúgó.

## Pályafutása

### Klubcsapatban
A bécsi SV Donau korosztályos csapatában kezdte a labdarúgást. 1974 és 1982 között az Austria Wien labdarúgója volt, ahol öt osztrák bajnoki címet és három kupagyőzelmet ért el. Tagja volt az 1977–78-as idényben KEK-győztes csapatnak. 1982–83-ban a Neusiedl am See, 1983 és 1985 között a Favoritner AC, 1985 és 1988 között a Floridsdorfer AC játékosa volt.

### A válogatottban
1979-ben egy alkalommal szerepelt az osztrák válogatottban.

## Sikerei, díjai
Austria Wien
- Osztrák bajnokság
  - bajnok (5): 1975–76, 1977–78, 1978–79, 1979–80, 1980–81
- Osztrák kupa
  - győztes (3): 1977, 1980, 1982
- Bajnokcsapatok Európa-kupája (BEK)
  - elődöntős: 1978–79
- Kupagyőztesek Európa-kupája (KEK)
  - döntős: 1977–78

## Statisztika

### Mérkőzése az osztrák válogatottban
| Ausztria | Ausztria             | Ausztria             | Ausztria | Ausztria | Ausztria     | Ausztria   | Ausztria | Ausztria |
| #        | Dátum                | Helyszín             | Hazai    | Eredmény | Vendég       | Kiírás     | Gólok    | Esemény  |
| -------- | -------------------- | -------------------- | -------- | -------- | ------------ | ---------- | -------- | -------- |
| 1.       | 1979. szeptember 26. | Bécs, Práter-stadion | Ausztria | 3 – 1    | Magyarország | barátságos | -        | 46'      |
|          | Összesen             |                      |          | 1        | mérkőzés     |            | 0        | gól      |